# عنبريس
العنبريس أو القَطْب أو إيدو صارون (باللاتينية: Onobrychis) جنس نباتي ينتمي إلى الفصيلة البقولية. يضم حوالي 150 نوعاً موطن معظمها من آسيا الوسطى إلى إيران، وينتمي بعضها إلى المناطق الجبلية المتوسطية في الوطن العربي وغرب آسيا وأوروبا. يوجد منه ثلاثة وعشرون نوعًا على الأقل في بلاد الشام.

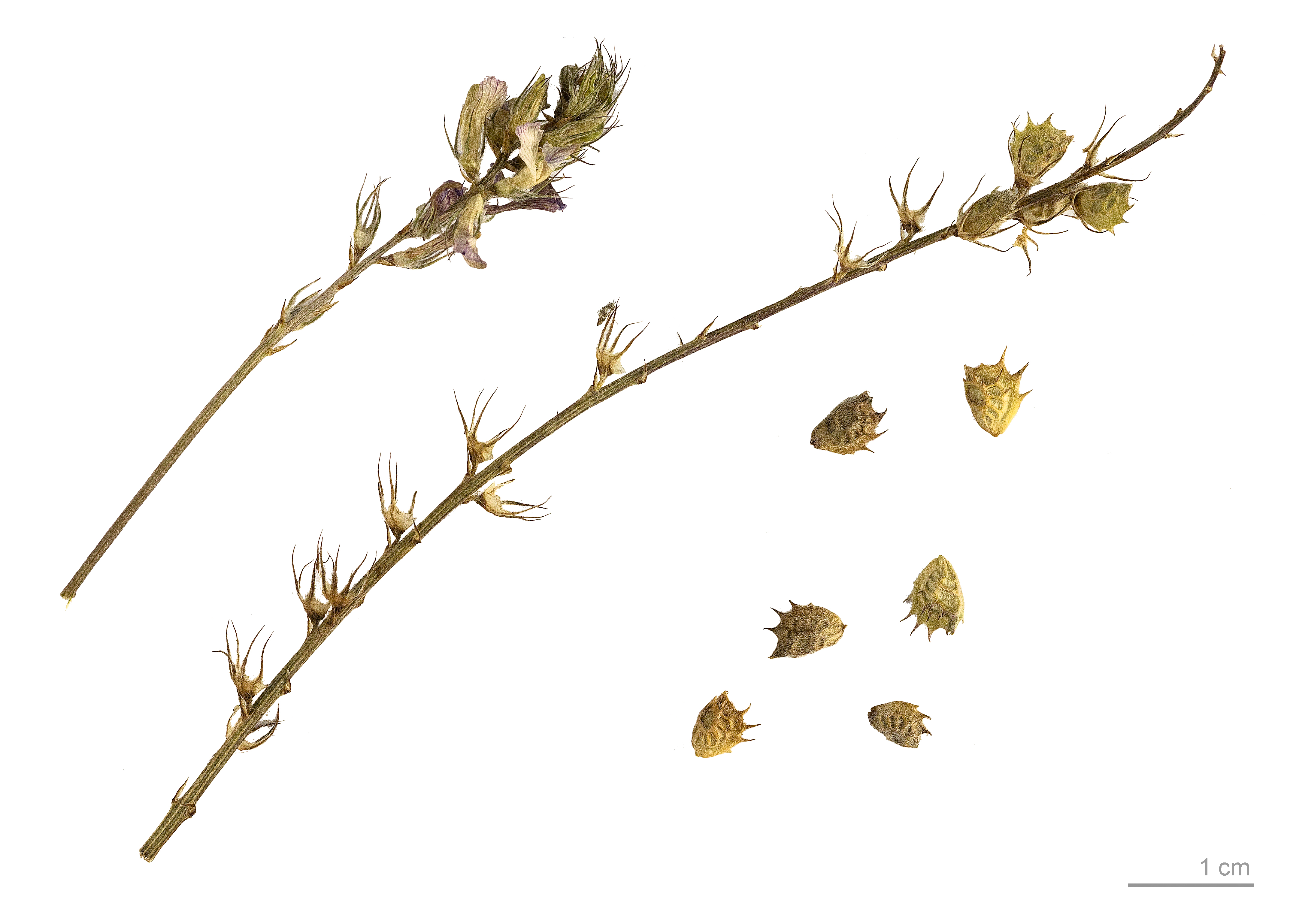
العنبريس الفضي

## من أنواعهالواطنةفي الوطن العربي
- العنبريس الأقرن (باللاتينية: Onobrychis cornuta) في أعالي قمم بلاد الشام
- عنبريس أوليفييه (باللاتينية: Onobrychis olivieri) في بلاد الشام
- العنبريس البرتقالي (باللاتينية: Onobrychis aurantiaca) في بلاد الشام
- العنبريس الجبلي (باللاتينية: Onobrychis montana) في بلاد الشام وتركيا والقوقاز ومعظم مناطق أوروبا
- العنبريس الحرشفي (باللاتينية: Onobrychis squarrosa) في بلاد الشام
- عنبريس رأس الديك (باللاتينية: Onobrychis caput-galli) في بلاد الشام والمغرب العربي وتركيا وجنوب أوروبا
- عنبريس شاهوين (باللاتينية: Onobrychis schahuensis) في بلاد الشام وتركيا
- العنبريس ضخم الخنادق (باللاتينية: Onobrychis megataphros) في بلاد الشام وتركيا
- العنبريس طويل الأشواك (باللاتينية: Onobrychis longeaculeata) في بلاد الشام
- العنبريس العدسي (باللاتينية: Onobrychis lenticularia) في بلاد الشام
- عنبريس عرف الديك (باللاتينية: Onobrychis crista-galli) في بلاد الشام ومصر والمغرب العربي وتركيا
- العنبريس العكاوي (باللاتينية: Onobrychis ptolemaica) في بلاد الشام ومصر وتركيا
- عنبريس غاياردو (باللاتينية: Onobrychis gaillardotii) في بلاد الشام
- عنبريس فيتشتاين (باللاتينية: Onobrychis wettsteinii) في بلاد الشام
- العنبريس القدموسي (باللاتينية: Onobrychis cadmea) في بلاد الشام وتركيا والقوقاز
- العنبريس الكردي (باللاتينية: Onobrychis kurdica) في بلاد الشام
- عنبريس كوتشي (باللاتينية: Onobrychis kotschyana) في بلاد الشام وتركيا
- العنبريس متساوي الأسنان (باللاتينية: Onobrychis aequidentata) في بلاد الشام
- العنبريس المخملي (باللاتينية: Onobrychis velutina) في بلاد الشام
- العنبريس مدري الأوراق (باللاتينية: Onobrychis galegifolia) في بلاد الشام وتركيا
- العنبريس المذنّب (باللاتينية: Onobrychis caudiculosa)
- العنبريس المستلقي (باللاتينية: Onobrychis supina) في بلاد الشام
- العنبريس النحيل (باللاتينية: Onobrychis gracilis) في بلاد الشام وتركيا وشرق أوروبا
- العنبريس نصف الدائري (باللاتينية: Onobrychis hemicycla) في بلاد الشام
- عنبريس هاوسنخت (باللاتينية: Onobrychis haussknechtii) في بلاد الشام وتركيا

## من أنواعه الأخرى
- العنبريس بيقي الأوراق (باللاتينية: Onobrychis viciifolia)
- العنبريس الشائع (باللاتينية: Onobrychis vulgaris)
- العنبريس الكبادوكي (باللاتينية: Onobrychis cappadocica)
- العنبريس الوريدي (باللاتينية: Onobrychis venosa)